# Irvin McDowell

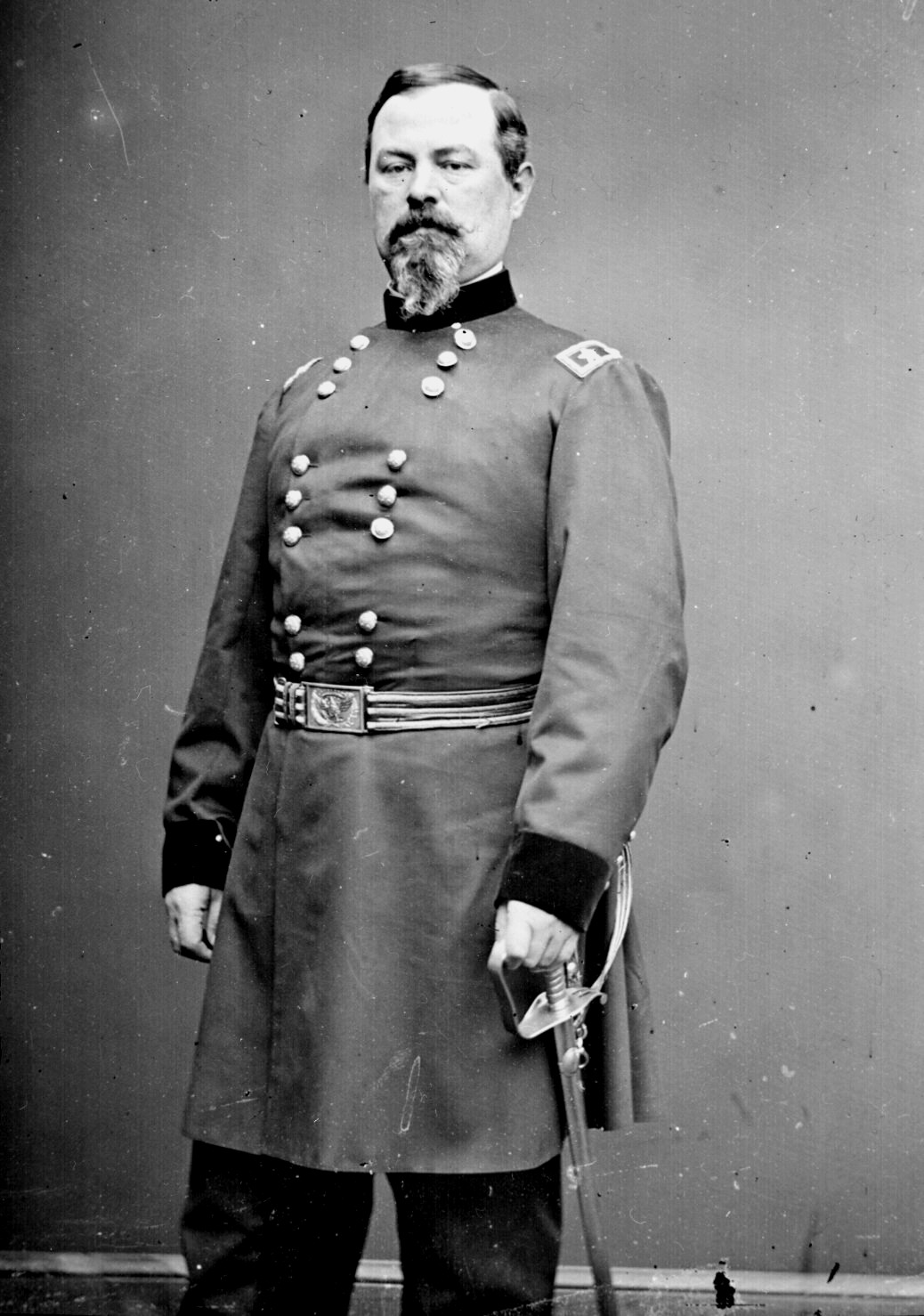
Tướng Irvin McDowell với quân hàm Chuẩn tướng

Irvin McDowell (15 tháng 10 năm 1818 – 10 tháng 5 năm 1885) là một thiếu tướng của quân đội Liên bang miền Bắc, nổi tiếng vì ông thua trận đánh lớn đầu tiên của Nội chiến Hoa Kỳ, trận Bull Run thứ nhất.